# Формула Грассмана
Формула Грассмана — математическая формула, описывающая размерность подпространства конечномерного пространства. Выведена немецким учёным Г. Г. Грассманом.

## Формулировка
Если линейное пространство {\displaystyle V} конечномерно, то конечномерными будут и все линейные подпространства в {\displaystyle V}, причём, по свойству монотонности размерности, размерности подпространств не превышают размерность всего пространства.
Вычисление размерности может быть сделано по формуле:
{\displaystyle \dim(L_{1}\cap L_{2})=\dim(L_{1})+\dim(L_{2})-\dim(L_{1}+L_{2})\Longleftrightarrow \dim(L_{1}\cap L_{2})+\dim(L_{1}+L_{2})=\dim(L_{1})+\dim(L_{2}).}

## Доказательство
Положим {\displaystyle \dim L_{1}=k} , {\displaystyle \dim L_{2}=l} , {\displaystyle \dim(L_{1}\cap L_{2})=m} . Так как {\displaystyle (L_{1}\cap L_{2})\subset L_{1},L_{2}}, то {\displaystyle m\leq k} и {\displaystyle m\leq l}. Выберем в {\displaystyle L_{1}\cap L_{2}} какой-нибудь базис {\displaystyle ({\boldsymbol {e}}_{1},\dots ,{\boldsymbol {e}}_{m})} и дополним его, с одной стороны, до базиса {\displaystyle ({\boldsymbol {e}}_{1},\dots ,{\boldsymbol {e}}_{m};{\boldsymbol {a}}_{1},\dots ,{\boldsymbol {a}}_{k-m})} подпространства {\displaystyle L_{1}} , а с другой — до базиса {\displaystyle ({\boldsymbol {e}}_{1},\dots ,{\boldsymbol {e}}_{m};{\boldsymbol {b}}_{1},\dots ,{\boldsymbol {b}}_{l-m})} подпространства {\displaystyle L_{2}}. Каждый вектор суммы {\displaystyle L_{1}+L_{2}} имеет вид {\displaystyle {\boldsymbol {u}}+{\boldsymbol {v}}} , где {\displaystyle {\boldsymbol {u}}\in L_{1}} , {\displaystyle {\boldsymbol {v}}\in L_{2}} , а это значит, что
{\displaystyle L_{1}+L_{2}=\langle {\boldsymbol {e}}_{1},\dots ,{\boldsymbol {e}}_{m};{\boldsymbol {a}}_{1},\dots ,{\boldsymbol {a}}_{k-m};{\boldsymbol {b}}_{1},\dots ,{\boldsymbol {b}}_{l-m}\rangle } .
Если мы покажем, что система
{\displaystyle {\boldsymbol {e}}_{1},\dots ,{\boldsymbol {e}}_{m};{\boldsymbol {a}}_{1},\dots ,{\boldsymbol {a}}_{k-m};{\boldsymbol {b}}_{1},\dots ,{\boldsymbol {b}}_{l-m}}
линейно независима и, стало быть, имеет место соотношение
{\displaystyle \dim(L_{1}+L_{2})=m+(k-m)+(l-m)=k+l-m} ,
совпадающее с сформулированным в условии теоремы, доказательство будет завершено. Предположим, что это не так, и пусть
{\displaystyle \displaystyle \sum _{s=1}^{m}\gamma _{s}{\boldsymbol {e}}_{s}+\displaystyle \sum _{i=1}^{k-m}\alpha _{i}{\boldsymbol {a}}_{i}+\displaystyle \sum _{j=1}^{l-m}\beta _{j}{\boldsymbol {b}}_{j}={\boldsymbol {0}}}
— нетривиальное линейное соотношение. Тогда мы имеем
{\displaystyle \displaystyle \sum _{s=1}^{m}\gamma _{s}{\boldsymbol {e}}_{s}+\displaystyle \sum _{i=1}^{k-m}\alpha _{i}{\boldsymbol {a}}_{i}=-\displaystyle \sum _{j=1}^{l-m}\beta _{j}{\boldsymbol {b}}_{j}} ,
где в левой части равенства стоит элемент из {\displaystyle L_{1}} , а в правой — элемент из {\displaystyle L_{2}} . Значит, перед нами вектор из {\displaystyle L_{1}\cap L_{2}} , и мы можем записать {\displaystyle -\displaystyle \sum _{j=1}^{l-m}\beta _{j}{\boldsymbol {b}}_{j}=\displaystyle \sum _{s=1}^{m}\delta _{s}{\boldsymbol {e}}_{s}} , или
{\displaystyle \displaystyle \sum _{s=1}^{m}\delta _{s}{\boldsymbol {e}}_{s}+\displaystyle \sum _{j=1}^{l-m}\beta _{j}{\boldsymbol {b}}_{j}={\boldsymbol {0}}} .
Но линейная зависимость базисной системы {\displaystyle \{{\boldsymbol {e}}_{1},\dots ,{\boldsymbol {e}}_{m};{\boldsymbol {b}}_{1},\dots ,{\boldsymbol {b}}_{l-m}\}} подпространства {\displaystyle L_{2}} должна быть тривиальной. В частности, {\displaystyle \beta _{1}=\beta _{2}=\dots =\beta _{l-m}=0} , и тогда, исходя из начального соотношения, приходим к аналогичной линейной зависимости базисной системы {\displaystyle \{{\boldsymbol {e}}_{1},\dots ,{\boldsymbol {e}}_{m};{\boldsymbol {a}}_{1},\dots ,{\boldsymbol {a}}_{k-m}\}} подпространства {\displaystyle L_{1}} , которая также является тривиальной: {\displaystyle \gamma _{1}=\gamma _{2}=\dots =\gamma _{m}=\alpha _{1}=\dots =\alpha _{k-m}=0} . Мы пришли к желаемому противоречию.